# Albalat de la Ribera
Albalat de la Ribera è un comune spagnolo di 3 429 abitanti situato nella comunità autonoma Valenciana.

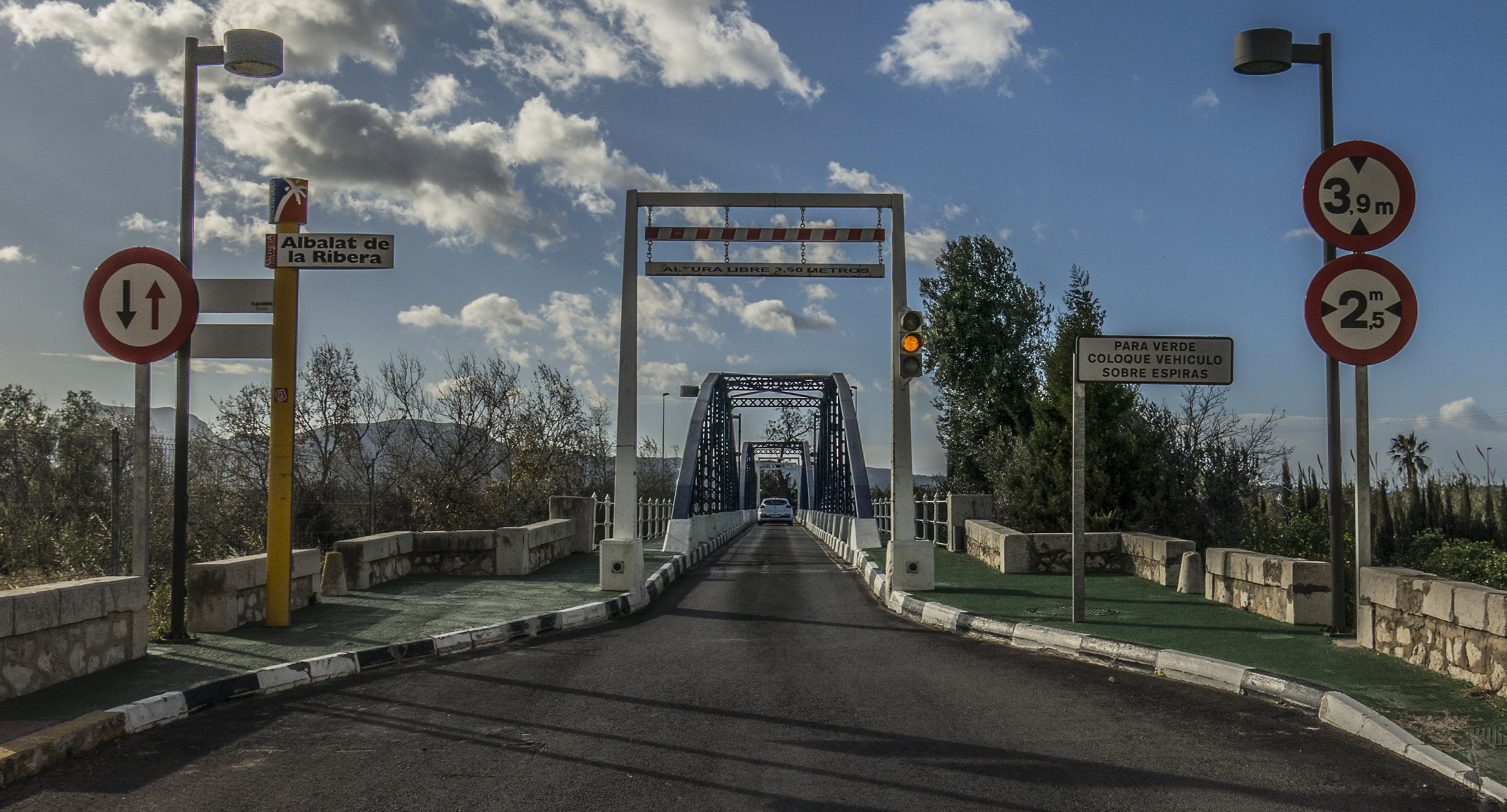
Ponte di Ferro

## Amministrazione

### Gemellaggi
- Mozac, dal 2000